# Enzo Nini
Enzo Nini (San Giorgio a Cremano (Napels), 29 augustus 1954) is een Italiaanse jazzsaxofonist, fluitist, componist en arrangeur.

## Discografie

### Solo
- Enzo Nini Rubber Band, Quartieri Spagnoli
- Enzo Nini Rubber Band, Doppio Sogno Doppio

### Met anderen
- Compagnia Musicale Paolo Di Sarcina: Kammermuzak
- Compagnia Musicale Paolo Di Sarcina: Veleno
- FA.LA.UT. Collection: I Flautisti Jazz Italiani
- Balcanija: Miracolo
- Orchestra JAM – Orchestra Jazz a Majella: Lettere da Orsara
- Orchestra JAM – Orchestra Jazz a Majella: Specula & Gemini
- A.L.A.D.IN.: Contrappunti in Utopia (gedichten in muziek, door Vittorio Russo, boek en CD)